# Nicolas N’Koulou
Nicolas Alexis Julioz N’Koulou N’Doubena (Yaoundé, 1990. március 27. –) kameruni válogatott labdarúgó, az Árisz játékosa.

## Sikerei, díjai
- Kamerun
  - Afrikai nemzetek kupája: 2017